# Carlos Monardes Ossandón
Carlos Monardes Ossandón; (Valparaíso, 1873 - Iquique, 1947). Obrero y político radical chileno. Hijo del capitán del Ejército, Matías Monardes Salazar y Mariana Ossandón Rojas. Contrajo matrimonio con María del Rosario Moncada Gómez.

## Actividades Profesionales
Educado en el Liceo de Valparaíso, donde tomó cursos de albañilería y carpintería. Emigró a los 17 años al norte, a trabajar como obrero del salitre. Estuvo en varias oficinas como La Palma, Buenaventura y California. 
En 1903 fue elegido dirigente de los obreros del salitre de Buenaventura y pronto logró una popularidad como defensor de la causa social que sería dirigente sindical de toda la provincia de Tarapacá.

## Actividades Políticas
Miembro del Partido Radical. 
Regidor de la Municipalidad de Iquique (1910-1915).  
Alcalde de Iquique en propiedad (1915-1920). 
Candidato a Diputado por el Partido Radical en Tarapacá y Pisagua (1925), pero no logró buen resultado.
Dirigente en el norte de la campaña presidencial de Pedro Aguirre Cerda (1938).